# Ouled Djellal
Ouled Djellal (în arabă أولاد جلال) este o comună din provincia Biskra, Algeria.
Populația comunei este de 63.237 locuitori (2008).